# Zeus: Master of Olympus
Зевс: Повелитель Олимпа (англ. Zeus: Master of Olympus) — компьютерная игра в жанре градостроительного симулятора, где игроку предоставляется возможность стать правителем города в античной Греции. Это пятая игра из серии градостроительных симуляторов, разработанных компанией Impressions Games. Сценарии кампаний основаны на античной мифологии и реальной истории Греции, иногда даже причудливым образом смешивая мифические и исторические мотивы. 
В России игра была официально выпущена в 2005 году компанией Soft Club.

## Игровой процесс
Как и в любой другой игре такого жанра, игрок должен построить город на пустом участке земли и с определённым набором доступных ресурсов. Конечные цели игры зависят от выбранной кампании и могут варьироваться. Например, построить храм, увеличить численность населения, сразить монстра, завоевать другие города и т.п.

### Строительство и индустрия
Источниками пищи являются рыба, морские ежи, мясо, сыр, морковь, лук и пшеница. К сырьевым ресурсам относятся: древесина (необходима для постройки военных кораблей и возведения зданий), бронза (используется в производстве брони и скульптур), мрамор (понадобится игроку для строительства), виноград, оливки и шерсть. 
Если по сценарию доступен серебряный рудник, игрок может построить монетный двор и переплавить добытое на руднике серебро в монеты, что даёт небольшой, но стабильный приток денег в казну.
Для распределения продовольствия и других бытовых товаров необходимо построить агору. Продавец забирает товары с ближайшего амбара или склада, а затем разносчики обходят улицы города, распространяя товары среди населения. Кроме того, жителям города должны предоставляться и другие услуги, такие как культура и здравоохранение. Необходимый уровень культуры в городе достигается путём постройки соответствующих учреждений: колледжей для подготовки философов, гимнастических залов для тренировки спортсменов, театральных школ для обучения актёров. После подготовки, актёры, философы и спортсмены выступают в театрах, на стадионах и подиумах, развлекая таким образом горожан. 
С целью выявить уровень культурного развития города, среди всего Греческого мира раз в год проводятся Панэллинские Игры, и раз в 4 года — Олимпийские. Шансы на победу увеличиваются за счёт постройки дополнительных культурных учреждений, а также — с благословения Аполлона. 
Надлежащий уровень здравоохранения обеспечивается лазаретами, а обходчики из ремонтных мастерских регулярно патрулируют все городские постройки и предупреждают обрушения и пожары.
В игре представлены два вида жилья: элитное и обычное. Для постройки обычного дома требуется свободный участок площадью 2×2 клетки.
Жители такого дома составляют основной рынок рабочей силы, а также могут служить в качестве неквалифицированных солдат при обороне города. Крупнейшие из этих домов — таунхаусы, которым необходимы бесперебойные поставки еды, шерсти и оливкового масла. 
Элитное жильё может быть построено на свободном участке земли площадью 4×4 клетки и должно располагаться в наиболее привлекательном районе города. Жители таких домов более требовательны, и, кроме продовольствия, шерсти и оливкового масла, со временем им понадобятся также вино, лошади и броня. Жители элитных домов не работают, но именно из них формируется профессиональная армия города.
Строительство промышленных зданий не требует каких-либо особых условий. Как только здание построено, оно сразу же получает доступ к общему рынку рабочей силы. Работающие горожане не разделяются по возрастной категории. С постоянным уровнем населения, количество доступной рабочей силы остаётся неизменным, однако, при повышении зарплат количество безработных уменьшается, а снижение зарплат приводит к росту безработицы в городе, и может вызвать волнения и беспорядки.

### Армия
Жители города призываются в армию, когда в этом есть необходимость. Чтобы иметь возможность проводить военные действия, игрок должен построить Дворец. По периметру Дворца располагаются штандарты военных отрядов, находящихся в распоряжении игрока. Количество, тип и размер отрядов зависят от количества жителей и типа дома, где они проживают. Жители обычных домов служат как простые солдаты низшего разряда — пращники, в то время, как элитные дома предоставляют гоплитов (если есть поставки брони), и кавалеристов (если дополнительно к броне жители получили вино и лошадей).
Для защиты города от внешних врагов игрок может построить стену и сторожевые башни, а на верфи — триремы. Так же как и солдаты, башни и триремы должны быть приведены в состояние боевой готовности во время военных действий. Однако, это требует значительного количества жителей из общего числа работающих граждан. Так, например, для обслуживания одной триремы потребуются 100 человек.

### Торговля, дипломатия и война
Практически с любым городом, представленным на внешней карте мира, можно вести сухопутную или морскую торговлю. Для этого игроку необходимо построить торговый пост или торговый причал, где и будут происходить торговые сделки с иноземными городами. Купленные товары из торгового поста доставляются на городские склады.
Все города в большей или меньшей степени связаны друг с другом дипломатическими отношениями. Каждый город, из представленных на мировой карте, может быть союзником, врагом, вассалом или колонией. В зависимости от этого статуса, игрок в дальнейшем строит свои дипломатические отношения с этими городами. Игрок может попросить военной, продовольственной, материальной помощи, послать дары в виде товаров или денег, или же отправить армию с целью ограбить или завоевать город.
Каждый город имеет свой собственный рейтинг уважения к игроку, хотя они могут быть взаимосвязаны (например, атакуя своего союзника, игрок получит одобрение врагов, в то время как отношение к нему других городов-союзников значительно снизится). Рейтинг уважения
можно повысить, выполняя просьбы от других городов или посылая в качестве даров товары, в которых они нуждаются.
Чтобы ограбить или завоевать город, можно послать любых доступных воинов из числа основной армии. Завоёванный город становится вассалом и должен платить дань. Во многих сценариях игры существуют отдельные эпизоды, где игроку предоставляется возможность основать колонию. Закончив эпизод, игрок передаёт управление колонией наместнику и возвращается в родной город. Таким образом, колонии также платят дань и могут обеспечить военную поддержку. Однако, колония или вассал, отношения с которыми испортились, могут восстать и отказаться выплачивать дань.
При нападении врага, у игрока есть возможность сдаться в плен, откупиться или принять бой и защищать свой город. Если игрок сдался в плен или его армия оказалась слабее армии противника, и проиграла сражение, он будет обязан платить дань городу-победителю. Это продолжается до тех пор, пока игроку не удастся взять реванш и одержать победу в следующем бою. Либо до тех пор, пока нападавший город не будет завоёван. Если игрок при обороне города потерпел поражение два раза подряд, это означает, что игра проиграна. 

Если игрок одержал победу в войне, в честь этого события он может построить памятный монумент. Откуп от захватчиков не считается актом трусости: в этом случае военный советник сообщает игроку, что откупные деньги были потрачены с умом и игрок также может построить памятный монумент.

### Мифология
В игре существуют 12 различных богов, каждый из которых может повлиять на развитие и процветание города. Для привлечения божества, игрок должен возвести соответствующий храм, после чего город автоматически получает покровительство этого бога (например, благословение ремесленников, помощь в сражениях или привлечение новых жителей). По сценарию, боги могут быть как дружественные, так и враждебные. Враждебные божества могут наслать на город мор и болезни, разрушить здания, уничтожить скот, вызвать природные катаклизмы или выпустить подконтрольное существо — монстра, который уничтожает всё на своём пути.
Боги, представленные в игре:
- Зевс (подконтрольное существо: Циклоп)

Самый могущественный из всех Олимпийских богов, Зевс защитит город от вторжения любого другого враждебно настроенного бога. 
Разгневанный, Зевс в первую очередь разрушит Дворец, а затем попытается уничтожить другие здания. Если город проклят Зевсом, любая торговля с соседними государствами прекращается.
- Посейдон (подконтрольное существо: Тритон)

Если в городе построен соответствующий храм, Посейдон будет благословлять верфи и рыболовецкие причалы, тем самым увеличивая улов рыбы в 4 раза. Если Посейдон откликнется на молитву, он наполнит городские амбары свежей рыбой.
Гнев Посейдона сосредоточен на зданиях, связанных с водой, таких как верфи, морские торговые порты и рыболовецкие причалы. Когда Посейдон насылает проклятие на эти здания, их работа останавливается. Морская торговля с соседними государствами также останавливается, до тех пор, пока разгневанный Посейдон не покинет город и не снимет проклятие.
- Аид (подконтрольное существо: Цербер)

Построив святилище Аида, игрок получит в распоряжение серебряный рудник, серебро из которого может быть отчеканено в драхмы. Аид благословит рудники и шахты, увеличивая добычу ресурсов в 4 раза, также Аид оставляет своё существо Цербер для защиты города. В случае успешной молитвы, Аид добавит в казну города некоторую сумму денег. 
Проклятие Аида нацелено на шахты и литейные мастерские, их работа останавливается до тех пор, пока проклятие не будет снято. Кроме того, Аид уводит некоторое количество жителей с собой, в Подземный мир, в результате чего снижается общий уровень населения.
- Деметра (подконтрольное существо: Медуза)

После постройки святилища Деметры, вокруг него появляются плодородные луга, которые игрок может использовать для посева пшеницы и выпаса овец. Деметра будет благословлять фермы, тем самым увеличивая урожай в 4 раза. Если Деметра благосклонно примет молитву — она даже наполнит едой пустые амбары. 
Деметра, нападающая на город, оставит поля бесплодными, уничтожит посевы и убьет овец и коз.
- Афина (подконтрольное существо: Гидра)

Построив храм Афины, игрок получит дополнительно несколько оливковых деревьев, с которых садовники как обычно могут собирать урожай. Афина увеличит силу и выносливость воинов, а также будет защищать город во время вторжения захватчиков. Она благословит садовников и они смогут собирать в 4 раза больше оливок, чем обычно. В случае успешной молитвы, Афина наполнит городские склады оливковым маслом. 
Возмездие враждебно настроенной Афины направлено на то, чтобы ослабить оборону города, оставив военные сооружения без надзора. Также её проклятие коснётся тех зданий, которые заняты производством оливок и оливкового масла.
- Артемида (подконтрольное существо: Калидонский вепрь)

За постройку храма, Артемида передаст в распоряжение игрока два отряда гордых амазонок, которыми игрок может управлять, как своими войсками. Артемида увеличивает удачливость охотников. Благословив домики охотников, она увеличит производство мяса в 4 раза. В ответ на молитву Артемида лично возглавит группу охотников и принесёт богатую добычу. Почитаемая в храме Артемида способна при встрече усмирить враждебного городу Аполлона.

Враждебно настроенная Артемида лишает удачи охотников и проклинает охотничьи домики, останавливая их работу.
- Аполлон (подконтрольное существо: Сцилла)

Возведя храм Аполлону, игрок получает возможность выигрывать почти все игры (Немейские, Пифийские, Истмийские). Аполлон благословит здания культуры. Ответив на молитву, Аполлон прогонит любое сухопутное существо, напавшее на город, однако, через некоторое время существо возвращается. Почитаемый в храме Аполлон способен при встрече усмирить враждебную городу Артемиду.
Гнев Аполлона коснётся философов, атлетов и актёров. Он остановит работу зданий, отвечающих за культуру. В некоторых случаях Аполлон насылает проклятия и на больницы.
- Арес (подконтрольное существо: Дракон)

Построив храм Аресу, игрок получит дополнительно два отряда непобедимых войнов, которыми игрок может управлять, как своими войсками, а также ваш город будет патрулировать личный дракон Ареса. Он благословит оружейные мастерские и они смогут производить в 4 раза больше оружия, чем обычно. В случае успешной молитвы, Арес лично, вместе с драконом, примет участие в битве с войском, напавшим на город. Арес не способен при встрече усмирять других богов.
Возмездие враждебно настроенного Ареса направлено на то, чтобы лишить войнов игрока силы и мотивации и усилить войско, напавшее на город. Также его проклятие коснётся оружейных мастерских, останавливая их работу. В некоторых случаях Арес насылает проклятия и на верфи, не топя триремы.
- Гефест (подконтрольное существо: Талос)

С появлением бога огня Гефеста в окрестностях вашего города появляются 4 дополнительных месторождения меди. Гефест надежно защищает город от пожаров (так что надобность в Maintenance Office отпадает). Гефест может благословить ваши Foundries и Armories, и тогда они начинают работать в 4 раза эффективнее. Разгневанный Гефест может устроить несколько поджогов и подорвать работу Armories и Sculpture Studios.
- Афродита (подконтрольное существо: Гектор)

Построив храм Афродите, игрок повысит привлекательность города для поселенцев. Она благословит жилые дома, благодаря чему люди не уйдут из этих домов и не покинут город, несмотря на любые факторы (нехватка ресурсов, высокие налоги, безработица и т.д.). Афродита способна при встрече усмирить почти любого бога, иногда даже Зевса.
- Гермес (подконтрольное существо: Минотавр)

Построив храм Гермесу, игрок получит увеличение скорости передвижения для всех носильщиков, торговцев и купцов. Он не благословляет здания, но иногда будет выполнять просьбы соседних городов вместо игрока (ред. - со складов игрока). В случае успешной молитвы, Гермес выполнит просьбу соседнего города из личных запасов. Гермес не способен при встрече усмирять других богов.
Возмездие враждебно настроенного Гермеса направлено на то, чтобы лишить игрока возможности торговать с соседними городами по суше. Также его проклятие коснётся торговых постов, портов и складов, останавливая их работу, а в некоторых случаях Гермес будет сносить сами здания.
- Дионис (подконтрольное существо: Менада)

Иногда игроку нужно вызвать в город определённого героя, чтобы он сразился с монстром, нападающим на город, или для выполнения поручений, полученных от богов. Но для этого придется выполнить ряд условий: возвести храм, накопить определённое количество товаров, добиться необходимого количества жителей и т.д. Для каждого отдельного героя существует свой ряд условий.
Герои, представленные в игре:
- Ахилл

Требования прибытия:
1. 32 доспехи
2. 3 отряда гоплиты или всадников
3. Святилище Афины или Гефеста
4. В городе нет беспорядков
5. 16 амфор вина

- Геракл

Требования прибытия:
1. Замок должен иметь отличный доступ к культурным ценностям
2. Победа в играх
3. Доступ к гимназиям
4. 1500 людей в городе
5. 32 амфор вина

- Персей

Требования прибытия:
1. Святилище Афины
2. Святилище Гермеса
3. 3000 драхм
4. 16 мотков шерсти
5. 6 скульптур

- Тесей

Требования прибытия:
1. Замок должен рядом с дворцом
2. Отличная привлекательность
3. Замок защищен стенами
4. 32 плит мрамора
5. 16 амфор вина

- Одиссей

Требования прибытия:
1. Отличная  популярность
2. Гигиена должна идеальна
3. 8 элитных домов
4. 32 сосуда оливкового масла
5. 16 амфор вина

- Ясон

Требования прибытия:
1. 3 триремы
2. 2 отряда всадников
3. 64 ящиков еды
4. 8 лошадей в конюшне
5. 16 амфор вина

## Оценки и отзывы прессы
| Сводный рейтинг       | Сводный рейтинг |
| Агрегатор             | Оценка          |
| --------------------- | --------------- |
| GameRankings          | 83,00 %         |
| Иноязычные издания    |                 |
| Издание               | Оценка          |
| GameSpot              | 8,6 / 10        |
| IGN                   | 9,1 / 10        |
| Русскоязычные издания |                 |
| Издание               | Оценка          |
| Absolute Games        | 60 %            |
| «Игромания»           | 7,5 / 10        |

«В „Зевсе“ много действия и соответствующий этому действию антураж. В боевой системе есть недочёты, но строительство города представлено лучше, чем когда бы то ни было.» — IGN Архивная копия от 13 июня 2011 на Wayback Machine
«В игре есть много юмора, что помогает сделать её ещё более интересной!»
«„Зевс“ подарит вам много часов приятного времяпрепровождения.» — Gamespot
«„Зевс“ легко попадает в категорию игр, в которые нам нравится играть, хотя мы и не можем объяснить — почему. Просто хватайте его и начинайте строить!» — GameSpy

## Дополнение
| Сводный рейтинг | Сводный рейтинг |
| Агрегатор       | Оценка          |
| --------------- | --------------- |
| GameRankings    | 82,25 %         |

В 2001 году компанией «Sierra» было выпущено дополнение к игре — Poseidon: Master of Atlantis (также известное как Zeus Official Expansion: Poseidon). Главная тема дополнения — Атлантида, хотя основной геймплей остался практически неизменным. В игру было добавлено несколько новых построек: обсерватория, библиотека, университет, лаборатория и ипподром, появились новые герои — Аталанта и Беллерофонт, а также два новых божества: Гера, храм которой позволяет выращивать апельсиновые деревья, и Атлас, который может помочь в постройке крупных зданий. Стали доступны новые ресурсы: орихалк и чёрный мрамор, а кроме того, появилась возможность охотиться на оленей. Также игрок может строить новые архитектурные сооружения — пирамиды и усыпальницы.

В России дополнение официально не издавалось.